# Fähnrichstüttem
Fähnrichstüttem ist eine Ortschaft  von Wipperfürth im Oberbergischen Kreis im Regierungsbezirk Köln in Nordrhein-Westfalen (Deutschland). Die Ortschaft gehört zum Ortsteil Agathaberg.

## Lage und Beschreibung
Fähnrichstüttem liegt im Süden des Stadtgebietes von Wipperfürth an der Grenze zu Lindlar. Nachbarorte sind Stüttem, Schlade, Kremershof, Vordermühle und Oberkemmerich.
Politisch wird der Ort durch den Direktkandidaten des Wahlbezirks 14.1 (141) Agathaberg im Rat der Stadt Wipperfürth vertreten.

## Geschichte
1374 wurde der Stüttem erstmals urkundlich mit der Ortsbezeichnung Stutem erwähnt. In einer Urkunde aus dem Historischen Archiv Köln ist vermerkt, dass der Hof zu den Besitztümern des Kölner St. Ursulastiftes gehört und einer der Unterhöfe des Fronhofes Steinenbrück ist. Die historische Karte Topographia Ducatus Montani aus dem Jahre 1715 führt an der Stelle des heutigen Fähnrichstüttem zwei einzelne Höfe auf und benennt diese mit j. Stuten. Die Karte Topographische Aufnahme der Rheinlande von 1825 zeigt auf umgrenztem Hofraum drei separate Gebäudegrundrisse. Die Ortsbezeichnung lautet Hinterstutem. Ab der topografischen Karte der Jahre 1894 bis 1896 wird der Ortsname Fähnrichstüttem verwendet.

## Busverbindungen
Über die Haltestelle Stüttem der Linie 332 (VRS/OVAG) ist eine Anbindung an den öffentlichen Personennahverkehr gegeben.

## Wandern
Die SGV-Hauptwanderstrecken X19 (Schlösserweg) von Düsseldorf nach Dillenburg, der X28 (Graf-Engelbert-Weg) von Hattingen nach Schladern (Sieg), der Wipperfürther Rundweg und der Rundwanderweg A4 führen durch den Ort.